# Iron Man: Armored Adventures
Iron Man: Armored Adventures é uma série animada que começou a ser exibida em março de 2009 na France 2, chega ao Brasil com o título Homem de Ferro. Co-produzida pela Marvel Animation e Method Animation, relata as aventuras do famoso super-herói durante sua adolescência. Tony Stark é um típico estudante de 16 anos e herdeiro de uma companhia de milhões de dólares, que leva uma vida de luxos com liberdade para se dedicar ao seu principal interesse: buscar emoções extremas, resolver mistérios e criar fantásticas invenções. No Brasil, é exibida na TV paga pelo Jetix e Disney XD e na Rede Globo, desde o dia 6 de julho de 2009. Em Portugal, foi exibida pela SIC K e agora é exibida pelo Biggs.

## Sinopse
Howard Stark e seu filho genial de 16 anos, Tony Stark, sofreram um acidente em um voo em que estavam, Tony queria mostrar a seu pai uma nova invenção, de repente uma explosão terrível ocorreu no avião, Tony usou sua nova invenção para chegue à casa de seu amigo, James Rhodes, onde foi levado com um médico para colocar um implante cardíaco e não morrer, já que ele ainda tem 16 anos não pode lidar com a empresar de seu pai, Obadiah Stane torna-se CEO da empresa, enquanto Tony Stark ainda é um estudante do ensino médio, na escola, Tony conhece Pepper Potts e a filha de Obadiah, Whitney, Tony usa uma armadura de alta tecnologia criada por ele e investiga os envolvidos na morte de seu pai. Como Homem de Ferro, Tony gasta seu tempo estragando os planos de Obadiah e salvando o mundo de outros vilões, como Mandarim, Sr. Fix, Chicote Negro, Madame Máscara, Laser Vivo, Maggia, Inferno, Dínamo Vermelho, Nevasca, Açor Assassino, Unicórnio, M.O.D.O.K., entre outros. Em sua luta contra o crime é ajudada por seu melhor amigo e confidente James Rhodes, a dupla também se juntará à Pepper Potts, que está apaixonada por Tony. As aventuras de Tony como Homem de Ferro muitas vezes o força a dar desculpas quanto ao motivo pelo qual ele sempre perdeu a escola ou outras atividades. Após o acidente, Stark agora depende da sua tecnologia para sobreviver, Tony deve equilibrar as pressões da vida de um adolescente com os deveres de um super-herói.

### Primeira temporada
A primeira temporada tem um total de 26 episódios. Tony Stark, James "Rhodey" Rhodes, Pepper Potts, Gene Khan, Happy Hogan, Whitney Stane, Pantera Negra, Hulk e S.H.I.E.L.D. Todos aparecem nesta temporada.
A primeira temporada se concentra na saga Makluan Rings, como Tony Stark, Pepper, James Rhodes e Gene Khan trabalham juntos para obter os 5 anéis. Ao derrubar seu padrasto Xin Zhang, Gene trabalha secretamente para roubar os anéis de seus amigos, e acaba traindo-os (o que irrita Pepper). A temporada também apresenta a Saga da Madame Máscara, que chega à conclusão no episódio "Best Served Cold". A disputa de Tony com Obadiah Stane chega a uma conclusão parcial nesse episódio também. A temporada termina com dois cliffhangers principais no episódio "Tales of Suspense". O agora amável Gene descobre que o Mandarim original tinha 5 outros anéis. Tony descobre que seu pai, Howard, sobreviveu ao acidente de avião e está sendo preso, enquanto seu arsenal é destruído durante o ataque de Xin Zhang, limitando os recursos de Tony para encontrar e resgatar seu pai.
Esta temporada apresentou as versões de Cavaleiro do Terror, Últimor, Inferno e Fin Fang Foom que protegem os anéis que o Mandarim ainda não obteve.
Pantera Negra, Hulk, Rick Jones, Nick Fury e a S.H.I.E.L.D. fazem participações convidadas.

### Segunda temporada
Assim como a primeira temporada, a segunda temporada tem um total de 26 episódios. Viúva Negra/ Natasha Romanoff, Gavião Arqueiro, Doutor Destino, e Justin Hammer aparecem nesta temporada. General Nick Fury, Pantera Negra, Sr. Fix, Chicote Negro e Obadiah Stane retornam. Também aparecem nessa temporada como participação especial, os personagens Jean Grey e Magneto, personagens ligados ao núcleo mutante da Marvel.
A segunda temporada cobre os arcos de história das sagas "Guerra das Armaduras" e "Stane International". A primeira metade da Segunda Temporada refletindo a Guerra das Armaduras tem Tony e Rhodey lutando contra muitas pessoas que roubaram a tecnologia de armadura da Stark e tentam explorar as especificações de Iron Man roubadas para seus próprios propósitos. Os inimigos que as lutas de Stark jovens durante esta versão da Guerra das Armaduras incluem o Fantasma que rouba as especificações da armadura do Homem de Ferro. Ghost vende as especificações para Justin Hammer e Obadiah Stane, mas diz que não vai revelar a verdadeira identidade do Homem de Ferro até Tony ter 18 anos. Justin Hammer faz uma armadura com as especificações do Homem de Ferro com a armadura sendo chamada Homem de Titânio. Doctor Doom joins forces with Stane to attain the Iron Man armor operating system. Doutor Destino junta forças com Stane para alcançar o sistema operacional da armadura do Homem de Ferro. Stane constrói a armadura Iron Monger, que é realmente revelada para ser uma atualização direta da armadura do Dínamo Vermelho (versão 3) e é muito maior do que nas nos quadrinhos e nos filmes live-action. A Guerra das Armaduras termina com Obadiah Stane descobrindo a identidade do Homem de Ferro. Stane rouba o Monge de Ferro e tem a intenção de destruir Tony de uma vez por todas.
Enquanto Tony está lutando contra na Guerra das Armaduras, descobre que Howard Stark está vivo e forçado por Gene para encontrar os outros cinco anéis. Gene continua a encontrar e garantir os sexto, sétimo, oitavo e nono anéis para ele durante este tempo. Esta parte da temporada também incluiu as versões de Melter, Sunturion, Ceifador e Gárgula Cinzento que protegem os restantes dos anéis.
A segunda metade da segunda temporada exibe um enredo vagamente inspirado no arco de história "Stane International". Justin Hammer (em vez de Obadiah Stane) compra com sucesso o controle da Stark International. Stark, Rhodey e Potts concordam em lutar contra Hammer e sua arma de projetos da Stark International. Ao contrário da versão da versão impressa, Stark e Rhodes rejeitam o título de Circuits Maximus para o novo start-up e se instalam em "Stark Solutions" (oposto às Stark Enterprises da versão impressa).
No final da segunda temporada, a Pepper assumiu a identidade blindada do Rescue.
Em 25 de março de 2013, a Marvel Animation anunciou o lançamento em 23 de abril de 2013 do conjunto de caixa de DVD "Complete Season 2".
que

## Elenco e Personagens
- Anthony "Tony" Edward Stark / Homem de Ferro (Dublado por Adrian Petriw) - Como todo adolescente, ele passa seu tempo estudando para os exames, testando suas invenções, procurando aventuras e... salvando o mundo. Ele precisa conciliar os desafios normais da juventude com a grande responsabilidade gerada por sua invenção revolucionária: uma armadura tecnológica de última geração conhecida como Homem de Ferro.
- James "Rhodey" Rhodes / Máquina de Combate (Dublado por Daniel Bacon) - Melhor amigo de Tony desde a infância. As personalidades dos dois são totalmente opostas, mas se complementam. Ele é calmo, fechado e sempre pensa muito bem antes de agir. Tony o recruta para suas loucas aventuras, se transformando em Máquina de Combate, Tony sempre o incentiva a superar seus limites. Ele é o estrategista da equipe.
- Patricia "Pepper" Potts / Resgate (Dublada por Anna Cummer) - Filha de um agente do FBI que acaba de se mudar para Nova York, ela passou a infância acompanhando seu pai em países diferentes nos quais ele cumpria missões. Pepper é cheia de vida, energia e humor, e nunca desiste de nada. Ela também tem a língua afiada e adora fazer piadas sarcásticas, Na Segunda temporada ganha uma armadura e se autodenomina Resgate, ajudando Tony e Rhodey nas suas aventuras.
- Gene Khan / Mandarim (Dublado Por Vincent Tong) - É o herdeiro de uma rica família do setor de importação/exportação. Secretamente, ele também é o pior inimigo do Homem de Ferro, o chamado Mandarim. Gene e Tony são os dois lados da mesma moeda. Ambos são adolescentes ricos que andam na moda, são poderosos e têm identidades duplas das quais ninguém suspeita. Os dois vivem de maneira parecida e estão na mesma posição social – exceto pelo fato de que Tony é um herói e Gene é um louco egocêntrico.